# Luoghi del Mondo Emerso
Il Mondo Emerso è una terra immaginaria ideata dalla scrittrice italiana Licia Troisi. Esso si trova al centro di una vasta saga fantasy per ragazzi, composta dai cicli delle Cronache, delle Guerre e delle Leggende del Mondo Emerso, nonché dalle opere derivate: i cicli a fumetti delle Cronache del Mondo Emerso - Le nuove avventure di Nihal e I viaggi di Nihal (entrambi di Massimo dall'Oglio e altri autori, con le copertine di Paolo Barbieri) e i libri illustrati di Paolo Barbieri Le creature del Mondo Emerso e Le guerre del Mondo Emerso - Guerrieri e creature.
Gli avvenimenti narrati nella saga sono quasi interamente ambientati nel Mondo Emerso, ma vi sono anche altre regioni annesse, che insieme formano un universo più vasto.

## Il Mondo Emerso
Il continente immaginario del Mondo Emerso ha una forma che corrisponde grosso modo a quella dell'odierna Germania, ma con una geografia interna molto più variegata, con ampie foreste e pianure che si alternano a deserti e regioni vulcaniche. A nord si affaccia sul mare, a est sul Grande Deserto, a ovest il Saar (o "Grande fiume") lo separa dalle Terre Ignote, mentre oltre le montagne che si estendono nel bordo meridionale si situano i Domini del Sud. Queste regioni sono del tutto o quasi sconosciute ai popoli del Mondo Emerso. Quest'ultimo è abitato, oltre che da umani, da una moltitudine di creature fantastiche, quali gnomi, folletti, ninfe e draghi. Il livello tecnologico e il modello sociale più diffuso si avvicinano a quelli del Medioevo.

### Le Otto Terre
Politicamente il Mondo Emerso è diviso nelle Otto Terre, più una nona, la "Grande Terra", che si trova al centro del continente. Ognuna è autonoma dalle altre e costituisce un regno a sé, con un proprio popolo. All'inizio della saga questo assetto appare però sovvertito dall'avvento del Tiranno.
Le Otto Terre sono:
- Terra del Vento: nella parte occidentale, è la più piccola e povera delle Otto Terre, occupata in buona parte da una foresta impervia popolata da folletti, mentre gli abitanti (prevalentemente uomini, ma ci sono anche gnomi, formando un miscuglio variegato) risiedono in città costruite nella forma di grosse torri, sparse per la pianura; la città-torre più grande, nonché capitale, è Salazar.
- Terra dell'Acqua: a nord-ovest, è attraversata completamente da corsi d'acqua ed è divisa in una zona boscosa, popolata dalle ninfe, e in una paludosa, in cui sorgono palafitte abitate dagli uomini; si tratta rispettivamente della Marca dei Boschi e della Marca delle Paludi, realtà autonome che, all'inizio della saga, sono però state unificate con il matrimonio tra il re umano Galla e la ninfa Astrea; la capitale è Laodamea.

- Terra del Mare: a nord, è costituita in massima parte da una pianura costiera e da una penisola che si affaccia sul mare della Grande Terra, ma vi si trovano anche colline e alcuni boschi; popolata da uomini, conta numerose città portuali con case variopinte; ivi vengono addestrati i Cavalieri di drago blu.

- Terra del Sole: a nord-est, è la più ricca e potente delle Otto Terre, caratterizzata da grandi città popolate prevalentemente da uomini, ma anche da numerosi altri, spesso emigrati dalle regioni confinanti; nella capitale Makrat sorge la prestigiosa Accademia dei Cavalieri di drago.

- Terra dei Giorni: nella parte orientale del Mondo Emerso, è la patria dei mezzelfi, una razza discendente dai primi abitanti del Mondo Emerso, noti per i loro poteri magici; la capitale, Seferdi la Bianca, è a lungo stata un centro di studio, in particolare dell'astronomia.

- Terra della Notte: a sud-est, è una regione interamente oscurata a causa di un incantesimo, col quale un mago nei tempi antichi pensava di porla al riparo da invasioni; è caratterizzata da una foresta morta e una flora del tutto particolare, dall'aspetto malsano e malaticcio, e anche la popolazione, composta prevalentemente da umani, è descritta come particolarmente pallida; la capitale è Narbet.

- Terra del Fuoco: a sud, è caratterizzata da alte montagne e un'intensa attività vulcanica, soprattutto da parte dei massicci del Thal e dell'Hora; è popolata da gnomi, che vivono per lo più nel sottosuolo; la capitale è Assa.

- Terra delle Rocce: sita tra la Terra del Fuoco e quella del Vento e popolata scarsamente da gnomi, questa terra è interamente montagnosa e collinare, non ha forme vegetali, fuorché un'antica foresta pietrificata; è nota per la fiorente attività mineraria, che tra l'altro produce il cristallo nero.

### La Grande Terra
La Grande Terra è la regione nel cuore del Mondo Emerso. Originariamente era stata concessa come possedimento al Consiglio dei Maghi dal re mezzelfo Nammen, che vi fece costruire la torre di Enawar, ove il Consiglio dei Re e il Consiglio dei Maghi si sarebbero dovuti riunire per amministrare il Mondo Emerso e dirimere le contese. Tuttavia Enawar fu distrutta e la Grande Terra occupata all'avvento del Tiranno, quarant'anni prima degli eventi narrati nel primo libro della saga. Qui la Grande Terra si trova quindi sotto il tallone del Tiranno, che vi ha fatto erigere una altissima e tetra roccaforte nera, la Rocca, dalla quale governa il suo impero e organizza la guerra contro le Terre Libere.

## Oltre il Mondo Emerso
A nord del Mondo Emerso si stende un vasto oceano, il Grande Mare, ove gli unici insediamenti conosciuti sono quelli sulle isole Vanerie. A sud, est e ovest invece il Mondo Emerso confina con altre regioni. Esse però sono quasi sconosciute alla popolazione del Mondo Emerso. Anzi, secondo una credenza popolare citata in Le due guerriere, in molti sono convinti che il Mondo Emerso abbia la forma di una tavola piatta e che oltre i suoi bordi vi sia il nulla.

### Il Mondo Sommerso
A miglia di distanza dalla costa si trova il Mondo Sommerso, che i suoi abitanti chiamano Zalenia. Ha un'origine più recente rispetto ai regni del Mondo Emerso ed è costituito da cittadine costruite sott'acqua (nel Grande Mare), all'interno di immense ampolle di un materiale simile al cristallo, che sono collegate fra loro da tunnel di vetro. Le case sono costruite con sabbia e massi e decorate con conchiglie dai colori cangianti. Al centro di ogni ampolla si erge verso la superficie una colonna cava, attraverso la quale proviene l'aria necessaria agli uomini di Zalenia. Gli abitanti hanno la pelle e i capelli bianchi e occhi quasi luminescenti. Il paese è nato grazie all'aiuto del popolo delle sirene e dei tritoni, che vivono sostanzialmente separati dagli uomini di Zalenia, ma può accadere che si uniscano agli umani e generino i sirenidi. La capitale di Zalenia è Zarea, ove risiede il re. Ciascun gruppo di ampolle - e quindi di centri abitati in esse contenuti - è retto da un conte, un sovrano assoluto con esercito personale, il cui compito principale è amministrare la giustizia e riscuotere tributi da versare al re. Ogni territorio governato dai conti mantiene una certa autonomia, anche perché il re generalmente si interessa poco delle singole cittadine.
Gli uomini di Zalenia sono fortemente ostili agli stranieri (che chiamano genericamente "gente di sopra"), considerandoli una minaccia per la loro pace. Secondo il Codice Nuovo di Zalenia, qualunque estraneo proveniente dalla superficie deve essere imprigionato e ucciso. Ma sussistono forti discriminazioni anche per chi, pur cittadino di Zalenia, mostri tratti somatici che ricordino in qualche modo il Mondo Emerso (ad esempio, capelli più scuri). Dal canto loro, gli abitanti del Mondo Emerso hanno perduto da oltre un secolo e mezzo ogni contatto col Mondo Sommerso, dopo una disastrosa spedizione di conquista partita dalle Terre dell'Acqua e del Vento dalla quale nessuno tornò vivo. L'accesso per il Mondo Sommerso è estremamente arduo da raggiungere ed è protetto da potenti incantesimi e da un mostro marino. Il Mondo Sommerso ha quindi assunto tratti leggendari e i più dubitano persino che esso esista ancora.

### Le Terre Ignote
Le Terre Ignote si estendono a ovest del Mondo Emerso, dal quale le separa il grande fiume Saar e un'impervia foresta pluviale. Sia le piante che le creature che abitano nelle Terre Ignote sono molto diverse da quelle del Mondo Emerso, vi sono un gran numero di spiriti e draghi di specie differenti. Gli unici insediamenti sono i villaggi degli Huyé, una popolazione che discende dall'unione tra elfi e gnomi. Gli Huyé sono pacifici e vivono in stretto contatto con la natura, ignari o disinteressati delle guerre che sconvolgono il Mondo Emerso.

### Le Terre Elfiche
Ancora più ad ovest delle Terre Ignote, sulla costa del mare, si trovano quattro città-stato che costituiscono i regni degli elfi: Orva, Nelor, Shet e Merhat. Gli elfi erano un tempo immortali e depositari di grande magia e sono stati i dominatori più antichi del Mondo Emerso. Gran parte del loro potere si è però dissolto con l'arrivo di umani e gnomi, quando gli elfi sono dovuti emigrare dal Mondo Emerso. Hanno però mantenuto il loro orgoglio e molti di loro preservano un forte rancore verso le altre razze e il sogno di rivalersi contro di loro.

### I Domini del Sud e il Grande Deserto
Poche sono le informazioni che nella saga vengono date delle regioni che si stendono oltre il meridione e a est del Mondo Emerso, rispettivamente i Domini del Sud e il Grande Deserto. Il primo è un regno abitato da umani, separato dal nord da una catena montuosa. Il secondo è un deserto sabbioso, nel quale è ambientato il fumetto I viaggi di Nihal (che non fa parte della saga originaria).